# Pygommatius epicalus
Pygommatius epicalus là một loài ruồi trong họ Asilidae. Pygommatius epicalus được Oldroyd miêu tả năm 1972.